# 梁琴
梁琴（1972年7月28日—），是一名中国女子击剑运动员。她在2000年夏季奥林匹克运动会中获得团体重剑铜牌。除此之外，她还曾参加过1990年和1998年亚洲运动会。